# Maria Rosa Valenza
Maria Rosa Valenza (* 23. März 1923 in Tunis; † 21. August 2007 in Rom) war eine italienische Kostümbildnerin, Malerin, Drehbuchautorin und Szenenbildnerin.
Valenza war mit dem Regisseur Demofilo Fidani verheiratet und bei all dessen Filmen als Beteiligte gelistet; sie war auch bei anderen Produktionen Kostümbildnerin, wurde später aber auch als Mitarbeiterin am Drehbuch und als Szenenbildnerin, manchmal auch als Ko-Produzentin geführt. Ihre tatsächliche Beteiligung ist nicht mehr zu ermitteln. Die Mutter von Simone Blondell wurde, wie ihr Mann, unter zahlreichen Aliasen geführt, so als M. R. Valenza, Maria Rosa Vitelli und Mila Vitelli Valenza.

## Filmografie (Auswahl)
Drehbuch
- 1968: Ed ora… raccomanda l’anima a Dio!
- 1969: Sie kamen zu viert um zu töten (…E vennero in quattro per uccidere Sartana) (und Produktion)
- 1970: Django und Sartana kommen (Arrivano Django e Sartana… è la fine)
- 1970: Quel maledetto giorno d’inverno
- 1970: Tote werfen keine Schatten (Inginocchiati straniero… i cadaveri non fanno ombra!)
- 1971: Adios Companeros (Giù la testa… hombre`)
- 1971: Era Sam Wallash… lo chiamavano “Così Sia”
- 1973: Colorado – Zwei Halunken im Goldrausch (Amico mio, frega tu… che frego io!)

Produktion
- 1969: Sartana – Im Schatten des Todes (Passa Sartana… è l’ombra della tua morte)
- 1971: Halleluja pfeift das Lied vom Sterben (Giù le mani… carogna!)